# Златна арена за најбољу главну женску улогу
Златна арена за најбољу главну женску улогу награда је која се додељује најбољим главним глумцима на Фестивалу играног филма у Пули. Златне арене установљене су 1955. године као југословенске националне филмске награде које су се сваке године дођељивале на Фестивалу играног филма у Пули, а додељивале су се у конкуренцији шест републичких (и две покрајинске) кинематографије бивше Југославије.

## Попис добитница
Следећи попис наводни добитнице Златне арене за најбољу главну женску улогу на Фестивалу играном филма у Пули
| Година | Добитница             | Филм                        |                       |
| ------ | --------------------- | --------------------------- | --------------------- |
| 1955.  | Тамара Милетић        | Дјевојка и храст            |                       |
| 1956.  | Награда није додељена | Награда није додељена       | Награда није додељена |
| 1957.  | Љубинка Бобић         | Поп Ћира и поп Спира        |                       |
| 1958.  | Награда није додељена | Награда није додељена       | Награда није додељена |
| 1959.  | Олга Спиридоновић     | Мис Стон                    |                       |
| 1960.  | Душица Жегарац        | Девети круг                 |                       |
| 1961.  | Душа Почкај           | Плес на киши                |                       |
| 1962.  | Милена Дравић         | Прекобројна                 |                       |
| 1963.  | Мајда Потокар         | Саморастники                |                       |
| 1964.  | Оливера Марковић      | Службени положај            |                       |
| 1965.  | Мајда Потокар         | Лажљивица                   |                       |
| 1966.  | Мира Ступица          | Рој                         |                       |
| 1967.  | Награда није додељена | Награда није додељена       | Награда није додељена |
| 1968.  | Миа Оремовић          | Имам двије маме и два тате  |                       |
| 1969.  | Радмила Андрић        | Моја страна света           |                       |
| 1970.  | Милена Дравић         | Бициклисти                  |                       |
| 1971.  | Душица Жегарац        | Опклада                     |                       |
| 1972.  | Божидарка Фрајт       | Жива истина                 |                       |
| 1973.  | Ружица Сокић          | Жута                        |                       |
| 1974.  | Мајда Грбац           | Лет мртве птице             |                       |
| 1975.  | Јагода Калопер        | Кућа                        |                       |
| 1976.  | Милена Зупанчић       | Идеалист                    |                       |
| 1977.  | Милена Зупанчић       | Удовиштво Каролине Жашлер   |                       |
| 1978.  | Светлана Бојковић     | Пас који је волео возове    |                       |
| 1979.  | Горица Поповић        | Национална класа            |                       |
| 1980.  | Мирјана Карановић     | Петријин венац              |                       |
| 1981.  | Мира Бањац            | Широко је лишће             |                       |
| 1982.  | Јелисавета Саблић     | Маратонци трче почасни круг |                       |
| 1983.  | Љиљана Међеши         | Задах тела                  |                       |
| 1984.  | Sonja Savić           | Шећерна водица              |                       |
| 1985.  | Мирјана Карановић     | Отац на службеном путу      |                       |
| 1986.  | Мира Фурлан           | Лепота порока               |                       |
| 1987.  | Аница Добра           | Већ виђено                  |                       |
| 1988.  | Неда Арнерић          | Халоа — празник курви       |                       |
| 1989.  | Снежана Богдановић    | Кудуз                       |                       |
| 1990.  | Мирјана Јоковић       | Граница                     |                       |

### Хрватска(1992—данас)
| Година | Добитница                 | Филм                                   |                           |
| ------ | ------------------------- | -------------------------------------- | ------------------------- |
| 1991.  | Фестивал није био одржан. | Фестивал није био одржан.              | Фестивал није био одржан. |
| 1992.  | Мирта Зечевић             | Лука                                   |                           |
| 1993.  | Алма Прица                | Контеса Дора                           |                           |
| 1994.  | Фестивал није био одржан. | Фестивал није био одржан.              | Фестивал није био одржан. |
| 1995.  | Катарина Бистровић-Дарваш | Испрани                                |                           |
| 1996.  | Наташа Дорчић             | Препознавање                           |                           |
| 1997.  | Ена Беговић               | Трећа жена                             |                           |
| 1998.  | Сандра Лончарић           | Заваравање                             |                           |
| 1999.  | Луција Шербеџија          | Богородица                             |                           |
| 2000.  | Дора Полић                | Благајница хоће ићи на море            |                           |
| 2001.  | Луција Шербеџија          | Полагана предаја                       |                           |
| 2002.  | Леона Парамински          | Презимити у Рију                       |                           |
| 2003.  | Алма Прица                | Свједоци                               |                           |
| 2004.  | Дарија Лоренци            | Опрости за кунг фу                     |                           |
| 2005.  | Ања Шоваговић             | Што је Ива снимила 21. листопада 2003. |                           |
| 2006.  | Зринка Цвитешић           | Што је мушкарац без бркова?            |                           |
| 2007.  | Наташа Дорчић             | Морам спавати, анђеле                  |                           |
| 2008.  | Јадранка Ђокић            | Иза стакла                             |                           |
| 2009.  | Дијана Видушин            | Љубавни живот домобрана                |                           |
| 2010.  | Marija Шкаричић           | Мајка асфалта                          |                           |
| 2011.  | Мирела Брекало            | Котловина                              |                           |
| 2012.  | Ана Карић                 | Ноћни бродови                          |                           |
| 2013.  | Нада Ђуревска             | Одбрана и заштита                      |                           |
| 2014.  | Арета Чурковић            | Срећан крај                            |                           |
| 2015.  | Тихана Лазовић            | Звиздан                                |                           |
| 2016.  | Ксенија Маринковић        | С оне стране                           |                           |
| 2017.  | Mиа Петричевић            | Не гледај ми у тањир                   |                           |
| 2018.  | Дорис Шарић-Кукуљица      | Лада Каменски                          |                           |